# NGC 3993
NGC 3993 ist eine Spiralgalaxie vom Hubble-Typ SBb/P im Sternbild Löwe auf der Ekliptik. Sie ist schätzungsweise 215 Millionen Lichtjahre von der Milchstraße entfernt. Gemeinsam mit fünf weiteren Galaxien bildet sie die NGC 3997-Gruppe (LGG 260). Das Objekt wurde am 6. April 1785 von Wilhelm Herschel entdeckt.